# Православна црква Светог Димитрија у Сремској Митровици
Православна црква Светог Димитрија међу месним становништвом позната и као Нова православна црква или Велика Црква је највећи богослужбени православни храм у Сремској Митровици и један од најважнијих на подручју Срема. Црква припада Епархији сремској Српске православне цркве. Црква је данас посвећена градском заштитнику, Светом Димитрију, по коме је град добио назив. Црква је проглашена за непокретно културно добро као споменик културе од великог значаја.

## Историјат
Градња нове православне цркве (данашња Велика или Саборна црква, која је првобитно била посвећена св. Стефану) започела је 1791. године, а завршена и освештана 1794. године. Црква је подигнута средствима самих православних верника. Грађевина је изведена у барокном стилу, са елементима класицизма. Унутрашње декорисање цркве и набавка потребног инвентара урађени су у првим деценијама 19. века. Дрворезбарске радове је извео Марко Вујатовић, дрворезбар из Сремских Карловаца (1810. г.). Само неколико година касније иконостас је радио Арса Теодоровић, најреномиранији мајстор тога времена. На иконостасу се посебно истицала икона светог Иринеја и сцена његовог погубљења. Храм је једнобродне основе са пространом полукружном олтарском апсидом на истоку и високим звоником уздигнутим над западним прочељем. Плитки пиластри завршени вишеструко профилисаним капителима рашчлањују грађевину по вертикали. Складност у декорацији фасада постигнута је наглашавањем хоризонталних венаца. Лучно засведен главни портал украшава пар полустубова и тимпанон у врху.
Крајем 19. века унутрашња декорација цркве је у једном пожару знатно оштећена, а обнављања која су извршена нису могла да врате некадашњи сјај иконама.
Тек недавно (од 1997. године) црква је посвећена новом светитељу, заштитнику града светом великомученику Димитрију. Последњих година извршена је и потпуна обнова цркве. Тако је приликом обележавања два века постојања храма торањ обложен новим бакарним лимом, обновљена је фасада, извршена рестаурација икона и мобилијара.